# Maria Bakalova
Maria Bakalova, all'anagrafe  Marija Bakalova, (in bulgaro Мария Бакалова?; Burgas, 4 giugno 1996) è un'attrice bulgara, candidata all'Oscar alla miglior attrice non protagonista nel 2021.
Con il ruolo di Tutar Sagdiyev nella pellicola Borat - Seguito di film cinema, ottiene il plauso della critica e diversi riconoscimenti tra cui un Critics' Choice Awards e le candidature al Premio Oscar, al Golden Globe, ai British Academy Film Awards ed ai Screen Actors Guild Award, divenendo la prima attrice bulgara a raggiungere tale traguardo.

## Biografia
Marija Bakalova ha iniziato con lezioni di canto e di flauto all'età di sei anni. Si è diplomata in arte drammatica presso la Scuola Nazionale d'Arte a Burgas e, successivamente, nel 2019, si è laureata, sempre in arte drammatica, presso l'Accademia Nazionale di Teatro e Arti Cinematografiche di Sofia.
Maria Bakalova ha debuttato come attrice nel 2015, nella webserie bulgara Tipichno. Del 2017 è il suo debutto al cinema col film XIIa per la regia di Magdalena Ralcheva. Nello stesso anno è comparsa nel terzo episodio della terza stagione di Gomorra. Altri film di rilievo ai quali ha preso parte sono i bulgari Transgression del 2018, per la regia di Val Todorov e Last Call del 2020, per la regia di Ivajlo Penčev.
Il ruolo per cui si è fatta conoscere in tutto il mondo è stato quello di Tutar Sagdiyev nel film falso documentario Borat - Seguito di film cinema, trasmesso su Prime Video, nel quale interpreta la figlia quindicenne del giornalista kazako Borat Sagdiyev. Una scena in particolare ha attirato l'attenzione: durante un'intervista dell'attrice a Rudolph Giuliani, legale di Donald Trump ed ex sindaco di New York, l'anziano politico viene sorpreso con le mani nei pantaloni. Nel 2023 recita in Guardiani della Galassia Vol. 3., mentre l'anno successivo interpreta Ivana Trump nel film The Apprentice - Alle origini di Trump.

## Filmografia

### Cinema
- XIIa, regia di Magdalena Ralčeva (2017)
- Transgression, regia di Val Todorov (2017)
- Angeli, regia di Lăčezar Petrov – cortometraggio (2018)
- Pregrešenie, regia di Val Todorov (2018)
- Poradi nepredvideni obstojatelstva, regia di Peter Čivijski – cortometraggio (2019)
- Mečtano momiče, regia di Peter Čivijski – cortometraggio (2019)
- Baštata, regia di Kristina Grozeva e Petăr Vălčanov (2019)
- Posledno povikvane, regia di Ivajlo Penčev (2020)
- Borat - Seguito di film cinema (Borat Subsequent Moviefilm), regia di Jason Woliner (2020)
- Nella bolla (The Bubble), regia di Judd Apatow (2022)
- Bodies Bodies Bodies, regia di Halina Reijn (2022)
- The Honeymoon - Come ti rovino il viaggio di nozze (The Honeymoon), regia di Dean Craig (2022)
- Guardiani della Galassia Vol. 3 (Guardians of the Galaxy Vol. 3), regia di James Gunn (2023)
- Unfrosted - Storia di uno snack americano (Unfrosted), regia di Jerry Seinfeld (2024)
- The Apprentice - Alle origini di Trump (The Apprentice), regia di Ali Abbasi (2024)

### Televisione
- Tipično – serie TV, 3 episodi (2015)
- Gomorra - La serie – serie TV, 1 episodio (2017)
- Guardiani della Galassia Holiday Special (The Guardians of the Galaxy Holiday Special), regia di James Gunn (2022)

### Doppiaggio
- Creature Commandos (2024)

## Riconoscimenti
- Premio Oscar
  - 2021 – Candidatura per la miglior attrice non protagonista per Borat - Seguito di film cinema[5]
- Golden Globe
  - 2021 – Candidatura per la miglior attrice in un film commedia o musicale per Borat – Seguito di film cinema[6]
- British Academy Film Awards
  - 2021 – Candidatura per la migliore attrice non protagonista per Borat – Seguito di film cinema[7]
- Critics' Choice Awards
  - 2021 – Migliore attrice non protagonista per Borat – Seguito di film cinema[8]
- Satellite Award
  - 2021 – Miglior attrice in un film commedia o musicale per Borat – Seguito di film cinema[9]
- Screen Actors Guild Award
  - 2021 – Candidatura per la miglior attrice non protagonista cinematografica per Borat – Seguito di film cinema[10]

## Doppiatrici italiane
Nelle versioni in italiano delle opere in cui ha recitato, Maria Bakalova è stata doppiata da:
- Sara Labidi in Borat - Seguito di film cinema e The Honeymoon - Come ti rovino il viaggio di nozze
- Valentina Mari in Bodies Bodies Bodies
- Emanuela Ionica in The Apprentice - Alle origini di Trump

Da doppiatrice è stata sostituita da:
- Veronica Benassi in Guardiani della Galassia Holiday Special, Guardiani della Galassia Vol. 3
- Emanuela Ionica in Troppo cattivi 2